# انتخابات الرئاسة الأرجنتينية 1922
انتخابات الرئاسة الأرجنتينية 1922 هي انتخابات رئاسية جرت في 1922، في الأرجنتين.
فاز بالانتخابات مارسيلو توركواتو دي الفير.